# Hattane
Hattane (en àrab حطان, Ḥaṭṭān; en amazic ⵃⵟⴰⵏ) és un municipi de la província de Khouribga, a la regió de Béni Mellal-Khénifra, al Marroc. Segons el cens de 2014 tenia una població total de 10.618 persones.